# Хлопець з Робітничої вулиці
«Хлопець з Робітничої вулиці» («Vaikinas iš Darbo gatvės») — радянський двосерійний художній фільм 1977 року, знятий режисером Альгірдасом Даусою на Литовській кіностудії.

## Сюжет
За романом А. Беляускаса «Вона любила Паулюса». Лише вчора вони закінчили гімназію. А сьогодні — війна. У гімназії влаштувалося гестапо. Молоді герої фільму посіли різну позицію. Один учорашній гімназист пропився. Другий — Черешка — пішов на службу до німців. Але були й такі, як Повілас Гініотіс, син робітника, який вступив у боротьбу з фашистами.

## У ролях
- Олегас Дітковскіс — Повілас Гініотіс
- Нійоле Ожеліте — Стасе
- Юозас Ярушявічюс — Пятрас Гініотіс
- Вітаутас Румшас — Черешка
- Арнас Росенас — Тадас
- Юозас Рігертас — Даутартас
- Едуардас Кунавічюс — Галішюс
- Стасіс Петронайтіс — Боніфацас
- Вальдас Ятаутіс — Мільке
- Леонардас Зельчюс — Янавічюс
- Антанас Барчас — роль другого плану
- Йонас Біржіс — роль другого плану
- Еймутіс Бразюліс — роль другого плану
- Юозас Барісас — роль другого плану
- Ірена Гарасимавічюте — роль другого плану
- Ляонас Цюніс — роль другого плану
- Фердінандас Якшис — роль другого плану
- Біруте Діджгальвіте — роль другого плану
- Михайло Євдокимов — роль другого плану
- Сігітас Рачкіс — роль другого плану
- Владас Радвілавічюс — роль другого плану
- Повілас Саударгас — роль другого плану
- Вітаутас Пятрушкявічюс — роль другого плану
- Алексас Іонікас — роль другого плану
- Альгірдас Кубілюс — роль другого плану
- Юрій Щуцький — роль другого плану

## Знімальна група
- Режисер — Альгірдас Дауса
- Сценарист — Рімантас Шавяліс
- Оператор — Рімантас Юодвалькіс
- Художник — Юзефа Чейчіте